# Harbin BZK-005
BZK-005 é um VANT de alta altitude e longo alcance de reconhecimento projetada pela Universidade de Aeronáutica e Astronáutica de Pequim e Harbin Aircraft Industry (Group) Co., Ltd. É usado pela MELP e FAELP.

## Desenvolvimento
O BZK-005 foi apresentado no Zhuhai International Airshow 2006, onde vídeos e modelos foram demonstrados ao público sobre este VANT.

## Variantes
BZK-005: versão de reconhecimento desarmado.

BZK-005C: Desenvolvido a partir do BZK-005 original e com estrutura aerodinâmica otimizada e sistema eletrônico com capacidade de ataque e reconhecimento. Pode ser equipado com barreiras ou mísseis com carga útil superior a 300 kg. Revelado pela primeira vez pela mídia estatal chinesa em 11 de novembro de 2018.